# Naziha al-Dulaimi
Naziha Jawdet Ashgah al-Dulaimi (Bagdad, 1923-Herdecke, 9 de octubre de 2007), fue de las primeras pioneras del movimiento feminista iraquí. Fue cofundadora y primera presidenta de la Liga de Mujeres Iraquíes, la primera ministra de la historia moderna de Irak, y la primera ministra de gabinete en el mundo árabe.

## Biografía
Al-Dulaimi, cuyo abuelo había dejado al-Mahmudia (entre Bagdad y Babilonia) y se instaló en Bagdad a finales del siglo XIX, nació en 1923. Estudió medicina en el Royal College of Medicine (más tarde adscrito a la Universidad de Bagdad). Fue una de las pocas estudiantes femeninas en la Facultad de Medicina. Durante ese tiempo se unió a la "Sociedad de Mujeres  para Combatir el Fascismo y el Nazismo" y participó activamente en su trabajo. Más tarde, cuando la sociedad mudó su nombre por el de "Asociación de Mujeres Iraquíes" se convirtió en miembro de su comité ejecutivo.
En 1941 se graduó como médica. Después de graduarse, fue asignada al Hospital Real en Bagdad, y después fue trasladada al Hospital de Karkh. Durante todo ese período fue sometida a hostigamiento por el aparato de seguridad de la monarquía, debido a su simpatía con los pobres y el tratamiento médico gratuito que les ofrecía en su clínica del distrito de Shawakah. Trasladada a Sulaimaniyah (en Kurdistán), su clínica se convirtió de nuevo en un refugio para pacientes indigentes que recibieron su cuidado y apoyo de forma gratuita. De Sulaiminiyah fue trasladada de nuevo a otras ciudades y provincias (Kerbala, Umarah).
En 1948 se hizo miembro del Partido Comunista Iraquí (ICP), que en ese tiempo se oponía la monarquía gobernante. En enero de 1948, participó activamente en el levantamiento popular "al-Wathbah" contra el Tratado colonialista de Portsmouth, y en otras luchas patrióticas.
En 1952 escribió el libro titulado The Iraqi Woman (en castellano, La mujer iraquí) en el cual escribió sobre las mujeres de la clase campesina (al-fallahin), que estaban privadas de todos los derechos, tanto en términos de represión de los hombres como de opresión de clase. También escribió sobre mujeres de clases superiores que tenían un estatus material más alto, pero que también eran tratadas por los hombres como su propiedad, y no como un ser humano real.
Intentó reactivar la Asociación de Mujeres Iraquíes y, con el apoyo de docenas de mujeres activistas, solicitó a las autoridades a creación de una "Women's Liberation Society" (en castellano, Sociedad de Liberación de las Mujeres). Pero la solicitud fue rechazada. En respuesta, algunas de las firmantes lideradas por Naziha, decidieron seguir adelante y crear esta organización de todas maneras, aunque clandestinamente, y después de mudar su nombre a League for Defending Iraqi Woman's Rights (en castellano, Liga para la Defensa de los derechos de la Mujer Iraquí). La liga se creó el 10 de marzo de 1952. Entre los objetivos de la Liga estaban:
- La lucha por la liberación nacional y la paz mundial;
- La defensa de los derechos de las mujeres iraquíes;
- La protección de los niños iraquíes.

Bajo el liderazgo y participación activa de Naziha la liga (su nombre fue posteriormente cambiado a Iraqi Women's League, en castellano Liga de las Mujeres Iraquíes) se desarrolló durante los años siguientes y se convirtió en una organización de masas después de la Revolución del 14 de Julio. Con un número de miembros superando los 42.000 (de una población total en el momento de 8 millones), consiguió muchos avances para las mujeres iraquíes, en particular la progresista Ley Núm. 188 sobre el Estado Personal (1959).
En reconocimiento a su papel y logros, la liga de las Mujeres Iraquíes se convirtió en un miembro permanente del Secretariado de la Federación Internacional de Mujeres. Fue elegida miembro de la asamblea y de la ejecutiva de la Federación, y más tarde se convirtió en vicepresidenta de esta organización internacional. Se convirtió en una destacada figura femenina a nivel internacional, así como en el mundo árabe y en el "Tercero Mundo."
Durante la década de 1950, participó activamente en el Movimiento por la Paz Iraquí, y fue miembro del comité preparatorio para la conferencia Partisanos por la Paz que se celebró en Bagdad el 25 de julio de 1954. También fue miembro del Consejo Mundial por la Paz.
Pasó la década de 1950 investigando y erradicando la bacteria autóctona de la sífilis endémica en el sur de Irak.
Después de que la monarquía fuese derrocada, fue elegida por el presidente Abd al-Karim Qasim como Ministra de Ayuntamientos en el gabinete de 1959 como la única representante del ICP en su gobierno republicano. Fue la primera ministra en la historia moderna de Irak, y la primera ministra del gabinete en el mundo árabe. Más tarde asumió el cargo de Ministra de Estado en una formación posterior del gabinete.
Durante su carrera en el gobierno, al-Dulaimi jugó un papel decisivo en convertir los vastos barrios marginales del este de Bagdad en un enorme proyecto de obras públicas y viviendas que llegó a ser conocido como Thawra (Revolución) City—ahora Sadr City. También ayudó a redactar la secular Ley de Asuntos Civiles de 1959, que se adelantó a su tiempo en la liberalización de las leyes de matrimonio y herencia en beneficio de las mujeres iraquíes.
Por causa de sus múltiples actividades en el Partido Comunista y en el movimiento patriota, Naziha padeció un considerable hostigamiento y represión en varios períodos. Se vio obligada a dejar el país e ir al exilio varias veces. Pero esto no le impidió unirse con sus camaradas en el partido y en el movimiento patriota, y a sus hermanas del movimiento de las mujeres, en la lucha por los derechos legítimos y democráticos de las mujeres.
Naziha fue una verdadera luchadora comunista, y una persona del partido dedicada y fiable. Así ocupó una posición de liderazgo en el partido y se convirtió en miembro de su Comité Central. A finales de la década de 1970, cuando la camarilla gobernante dictatorial se preparaba para lanzar su campaña sangrienta y traidora contra el Partido Comunista Iraquí, ella era miembro del Secretariado del Comité Central.
Durante los años de su exilio forzado, estuvo total y emocionalmente unida a su pueblo y patria y a su causa justa. Es en este contexto que jugó una función prominente en la dirección del Comité para la Defensa de las Personas Iraquíes, creado después del golpe de izquierdas del 8 de febrero de 1963. El comité fue encabezado por el poeta iraquí Muhammad Mahdi Al-Jawahiri. Incluso durante la década de 1990, cuando era anciana y frágil, no cesó en su trabajo en el movimiento de las mujeres, particularmente en la Liga de las Mujeres Iraquíes. El último evento importante en el cual participó activamente fue en un seminario sobre la situación de las mujeres iraquíes celebrado en 1999 en Colonia, Alemania.
Participó en los preparativos del 5.º Congreso de la Liga de las Mujeres Iraquíes, pero antes de que fuera convocado (en marzo de 2002) padeció un derrame cerebral que la paralizó.
Murió el 9 de octubre de 2007 en Herdecke a los 84 años, después de luchar contra los efectos de un derrame cerebral debilitante durante varios años.